# Подстепновский
Подстепновский — упразднённый разъезд (тип населённого пункта) в Мамонтовском районе Алтайского края России. Входил в состав Корчинского сельсовета. Исключен из учётных данных в 2024 году.

## География
Расположен в центральной части края.
Континентальный. Средняя температура января −18,2 °C, июля +19,2 °C. Годовое количество атмосферных осадков — 367 мм.

## История
Возник в 1953 году в связи со строительством железнодорожного разъезда на линии Барнаул — Кулунда Запад-Сибирской железной дороги.

## Население
| 1997 | 1998 | 1999 | 2000 | 2001 | 2002 | 2003 | 2004 | 2005 | 2006 |
| ---- | ---- | ---- | ---- | ---- | ---- | ---- | ---- | ---- | ---- |
| 30   | ↘26  | ↘23  | ↘21  | ↘18  | ↗28  | ↘27  | →27  | ↘24  | ↘19  |
| 2007 | 2008 | 2009 | 2010 | 2011 | 2012 | 2013 |      |      |      |
| ↘18  | ↘16  | ↘15  | →15  | ↘11  | →11  | ↘3   |      |      |      |

Национальный состав
Согласно результатам переписи 2002 года, в национальной структуре населения русские составляли 92 % от 27 чел.

## Инфраструктура
Путевое хозяйство Западно-Сибирской железной дороги.
Социальные услуги жители получают в ближайших населённых пунктах.

## Транспорт
Подстепновский доступен автомобильным и железнодорожным транспортом.
Проходят просёлочные дороги.